# 拉罗迈讷
拉罗迈讷（法語：La Romaine，發音：[la ʁɔmɛn]）是法国上索恩省的一个市镇，属于沃苏勒区。该市镇于2016年1月1日由原市镇勒蓬德普朗什、格勒库尔和沃泽合并而成，行政中心位于勒蓬德普朗什。

## 地名
该市镇得名于罗迈讷河，其为流经当地的一条河流，是索恩河的左支流。

## 地理
拉罗迈讷（47°32'11"N, 5°55'21"E）面积21.22 平方千米，位于法国勃艮第-弗朗什-孔泰大區上索恩省，该省份为法国东部内陆省份，北起顺时针与孚日省、贝尔福地区省、杜省、汝拉省、科多尔省和上马恩省接壤。
与拉罗迈讷接壤的市镇（或旧市镇、城区）包括：苏万-屈布里-沙朗特奈、努瓦当勒费鲁、讷韦勒莱拉沙里泰、莱巴蒂、拉韦尔诺特、圣冈。
拉罗迈讷的时区为UTC+01:00、UTC+02:00（夏令时）。

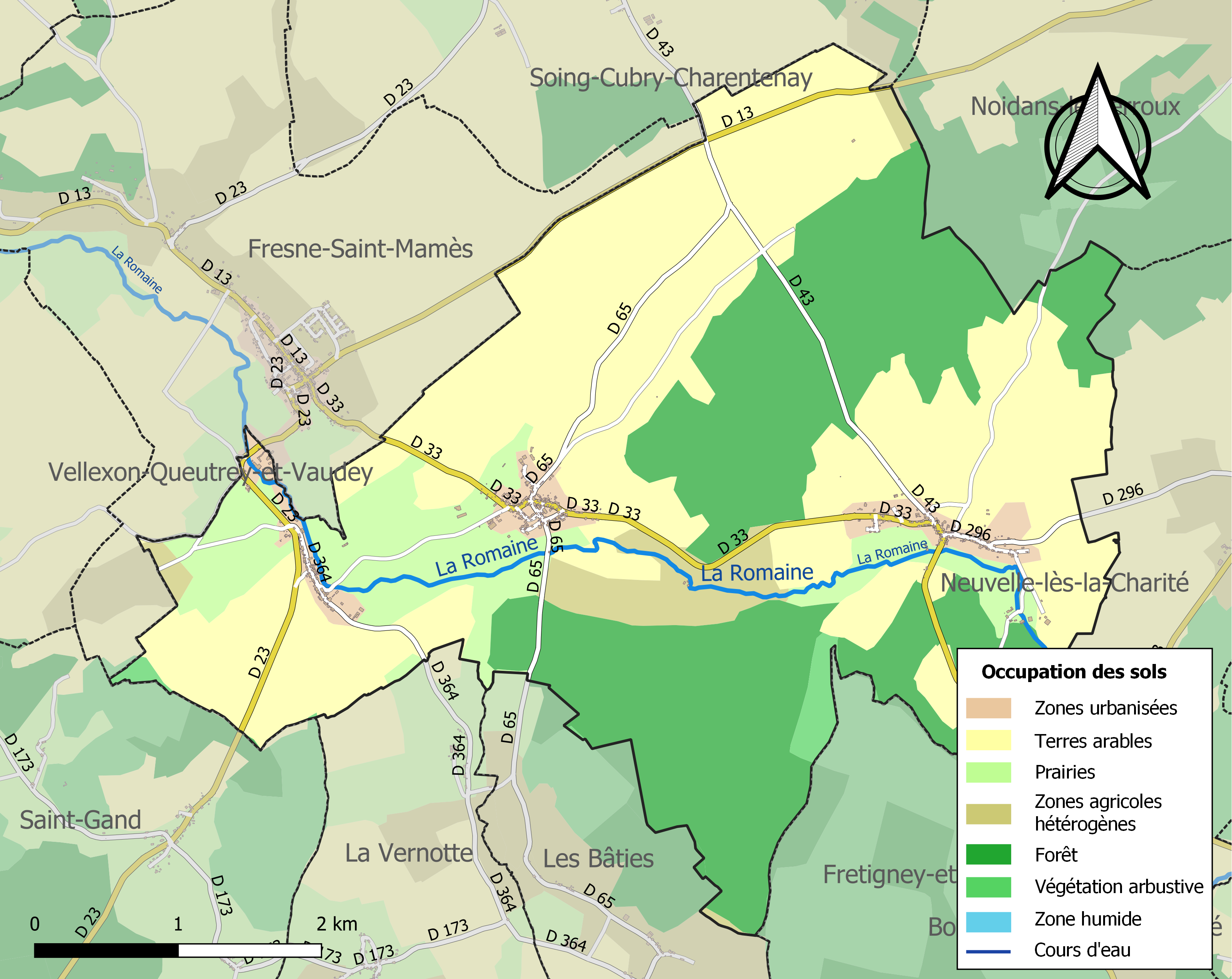
拉罗迈讷的OSM定位图

## 行政
拉罗迈讷的邮政编码为70130，INSEE市镇编码为70418。

## 政治
拉罗迈讷所属的省级选区为索恩河畔塞和圣阿尔班县。

## 人口
拉罗迈讷于2022年1月1日时的人口数量为519人。